# Yukiko Ebata
Yukiko Ebata (江畑 幸子?, Ebata Yukiko; Akita, 7 novembre 1989) è un'ex pallavolista giapponese, nel ruolo di schiacciatrice.

## Carriera
La carriera di Yukiko Ebata inizia a livello scolastico fin dalle scuole elementari. Debutta a livello professionistico con l'Hitachi Sawa Rivale in V.Premier League nella stagione 2008-2009, che si conclude con la retrocessione nella V.Challenge League al Challenge Match. Nella stagione successiva resta nel club nonostante la retrocessione, vincendo il campionato; tuttavia lo Hitachi Sawa Rivale non riesce ad aggiudicarsi il Challenge Match e fallisce così la promozione. Nonostante ciò, nel 2010 le sue prestazioni le valgono l'esordio in nazionale durante l'estate, nella quale si classifica al terzo posto al campionato mondiale.
A livello di club continua a giocare nel rinominato Hitachi Rivale, col quale vince nuovamente il campionato cadetto nella stagione 2011-12, ma fallendo nuovamente l'accesso alla massima serie; tuttavia le sue prestazioni le valgono i premi di MVP e miglior servizio del campionato. Con la nazionale nel 2011 prende vince il Montreux Volley Masters, dove viene premiata come miglior attaccante del torneo, ed è finalista al campionato asiatico e oceaniano; nel 2012 vince la medaglia di bronzo ai Giochi della XXX Olimpiade, nel 2013 la medaglia d'argento al campionato asiatico e oceaniano e quella di bronzo alla Grand Champions Cup e nel 2014 l'argento al World Grand Prix.
Nella stagione 2014-15 lascia per la prima volta il Giappone, andando a giocare nella Ligue A francese col Racing Club de Cannes, con cui vince lo scudetto: tuttavia nella stagione successiva ritorna in patria, ingaggiata dalle PFU BlueCats in V.Challenge League I.

## Palmarès

### Club
- V.Challenge League: 2

2009-10, 2011-12
- Campionato francese: 1

2014-15

### Nazionale (competizioni minori)
- Piemonte Woman Cup 2010
- Montreux Volley Masters 2011
- Montreux Volley Masters 2015

### Premi individuali
- 2011 - Montreux Volley Masters: Miglior attaccante
- 2012 - V.Challenge League: MVP
- 2012 - V.Challenge League: Miglior servizio
- 2014 - Torneo Kurowashiki: Sestetto ideale